# Giulian Pedone
Giulian Pedone (Neuchâtel, 30 de noviembre de 1993) es un piloto suizo de motociclismo, que compitió en el Campeonato del Mundo de Motociclismo entre 2011 y 2012.

## Biografía
Comenzó a correr en pockets en 2005. En esta disciplina ganó el Campeonato suizo Junior de 2006. En 2007 corrió en la ADAC Junior Cup 125, terminando noveno. En la misma categoría terminó cuarto en 2008. En 2009 y 2010 terminó décimo en la IDM 125.
En 2011 hizo su debut en Campeonato del Mundo de Motociclismo en la categoría de 125cc, contratado por el equipo Phonica Racing. Sus compañeros de equipo fueron Simone Grotzkyj y Taylor Mackenzie. Termina la temporada en el puesto 33 con un punto, obtenido en el GP de la Comunidad Valenciana.
En 2012, permanece en el mismo equipo compitiendo en la clase de Moto3 inicialmente con un Oral y luego, desde GP de Francia, con una Suter MMX3. Su compañero de equipo continúa siendo Grotzkyj. Esta temporada se las arregla para sumar puntos en dos ocasiones, obteniendo un décimo lugar en Le Mans, que también es el mejor lugar en la carrera del suizo. Termina la temporada en el puesto 29 con 7 puntos.

## Resultados de carrera

### Carreras por año
(Carreras en negrita indica pole position, carreras en cursiva indica vuelta rápida).
| Año  | Clase | Moto    | 1      | 2       | 3       | 4      | 5      | 6       | 7       | 8      | 9      | 10     | 11     | 12      | 13     | 14     | 15     | 16     | 17     | Pts. | Pos. |
| ---- | ----- | ------- | ------ | ------- | ------- | ------ | ------ | ------- | ------- | ------ | ------ | ------ | ------ | ------- | ------ | ------ | ------ | ------ | ------ | ---- | ---- |
| 2011 | 125cc | Aprilia | QAT 26 | ESP Ret | POR 19  | FRA 23 | CAT 21 | GBR Ret | NED 19  | ITA 23 | GER 20 | CZE 24 | IND 24 | RSM 23  | ARA 18 | JPN 19 | AUS 25 | MAL 17 | VAL 15 | 1    | 33.º |
| 2012 | Moto3 | Oral    | QAT -  | ESP 15  | POR Ret | FRA 10 | CAT 27 | GBR 27  | NED Ret | GER 27 | ITA 23 | IND 17 | CZE 22 | RSM Ret | ARA 23 | JPN 25 | MAL 26 | AUS 23 | VAL 17 | 7    | 29.º |